# Typhlodromus orientalis
Typhlodromus orientalis är en spindeldjursart som beskrevs av Wu 1981. Typhlodromus orientalis ingår i släktet Typhlodromus och familjen Phytoseiidae. Inga underarter finns listade i Catalogue of Life.